# 姚明宝
姚明宝（1950年—），江苏常州人，汉族，中华人民共和国政治人物、第十一届全国人民代表大会上海地区代表。
毕业于上海大学管理工程专业，是中共党员。担任上海市人大常委会秘书长。2008年起担任全国人大代表。